# ET 2010
ET 2010 (skrót od Elektrotriebwagen 2010) – typ wagonu przystosowanego do eksploatacji na torach tramwaju dwusystemowego, wytwarzanego w zakładach Bombardier w Budziszynie i Wiedniu dla przedsiębiorstw Verkehrsbetriebe Karlsruhe (VBK) i Albtal-Verkehrs-Gesellschaft (AVG). Wagony eksploatowane są od 2013 r. na liniach kolei miejskiej w Karlsruhe.

## Opis

### Konstrukcja
ET 2010 to ośmioosiowy, trójczłonowy, średniopodłogowy wagon przegubowy, wyprodukowany przez kanadyjskie zakłady Bombardier Transportation. Wagon należy do rodziny tramwajów o nazwie Flexity Swift.
Długie na 37 m i szerokie na 2,65 m wagony zbudowane są z trzech członów połączonych przegubami. Podłoga w obrębie drzwi znajduje się na wysokości 55 cm nad główką szyny, co umożliwia bezproblemowe wsiadanie do wagonu z poziomu peronów o odpowiedniej wysokości.
Wagony wyposażono w sprzęgi Scharfenberga umożliwiające połączenie w skład maksymalnie czterech tramwajów. Nie istnieje możliwość elektrycznego połączenia wagonów ET 2010 oraz starszych typu GT8-100D/2S-M; możliwe jest jedynie połączenie mechaniczne.

### Wyposażenie elektryczne
W tramwajach typu ET 2010 zamontowano wyposażenie elektryczne, które umożliwia zasilanie wagonu zarówno z przewodów trakcyjnych sieci tramwajowej zasilanych napięciem stałym 750 V, jak i z przewodów trakcyjnych sieci kolejowej zasilanych napięciem zmiennym 15 kV. Wagony wyposażono w cztery trójfazowe silniki asynchroniczne, z których każdy ma moc 150 kW. Przejście pomiędzy dwoma systemami zasilania odbywa się automatycznie i jest niezauważalne dla pasażera. Energia elektryczna pobrana z przewodów trakcyjnych jest częściowo odzyskiwana podczas procesu hamowania.

### Wnętrze
Wewnątrz umieszczono 84 standardowe miejsca siedzące oraz dodatkowo 9 składanych. Uwzględniając niewykorzystane miejsca składane, wagon posiada 151 miejsc stojących. Cały przedział pasażerski jest klimatyzowany, monitorowany przez 12 kamer i wyposażony w informację pasażerską, automat biletowy oraz toaletę.

### Malowanie i wygląd
Nadwozie tramwajów typu ET 2010 otrzymało obowiązujące malowanie spółek Albtal-Verkehrs-Gesellschaft oraz Verkehrsbetriebe Karlsruhe. Pudło tramwaju jest trójkolorowe – burty pomalowano na kolor żółtych dalii, fartuch na kolor jasnoczerwony, a pas okienny na kolor czarny. Tramwaje typu ET 2010 były pierwszą generacją nowych wagonów, które polakierowano w obowiązujący od 2010 r. schemat malowania.
Wygląd wagonu został zaprojektowany przez berlińską firmę IFS Design.